# Макіївська сільська територіальна громада
Макіївська сільська громада — територіальна громада в Україні, в Ніжинському районі Чернігівської області. Адміністративний центр — село Макіївка.
Площа громади — 105,9 км², населення — 1547 мешканців (2018).

## Історія
Утворена 1 вересня 2015 року шляхом об'єднання Ганнівської та Макіївської сільських рад Носівського району. 
Відповідно до розпорядження Кабінету Міністрів України № 730-р від 12 червня 2020 року «Про визначення адміністративних центрів та затвердження територій територіальних громад Чернігівської області», до складу громади були включені території Калинівської, Рівчак-Степанівської, Софіївської та Степовохутірської сільських рад Носівського району.
19 липня 2020 перейшла з Носівського району до Ніжинського району внаслідок ліквідації першого. 
Орган місцевого самоврядування — Макіївська сільська рада.

## Населені пункти
До складу громади входять 19 сіл: Вербове, Веселе, Вили, Вишневе, Відрадне, Ганнівка, Григорівка, Калинівка, Карабинівка, Кленове, Коломійцівка, Макіївка, Мильники, Платонівка, Пустотине, Рівчак-Степанівка, Софіївка, Степове та Степові Хутори.